# مركز منتدى طوكيو الدولي
```
مركز منتدى طوكيو الدولي
 
(
東京国際フォーラム
،
 
Tōkyō Kokusai Fōramu
؟
)

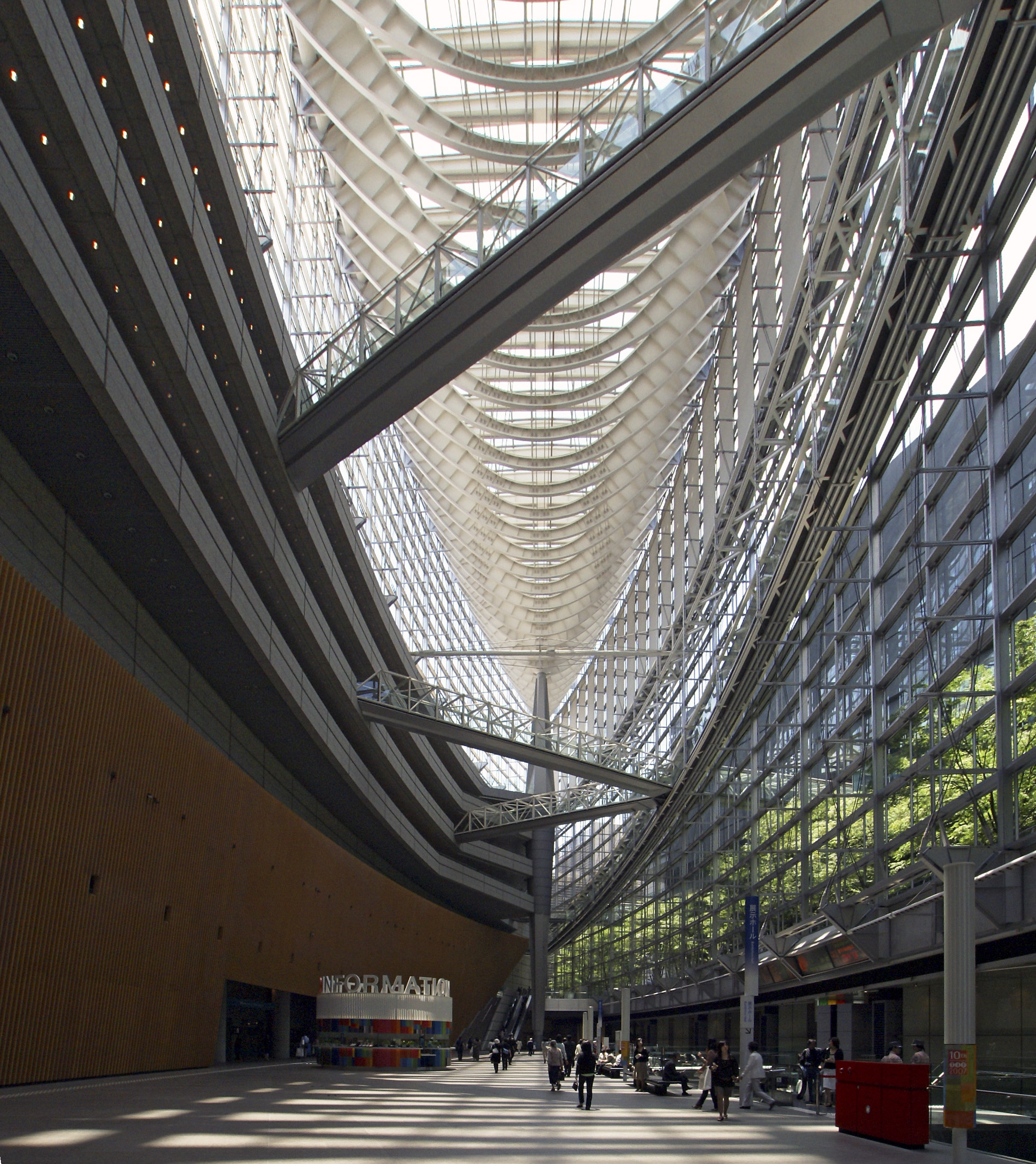
الداخلية لمنتدى طوكيو الدولي

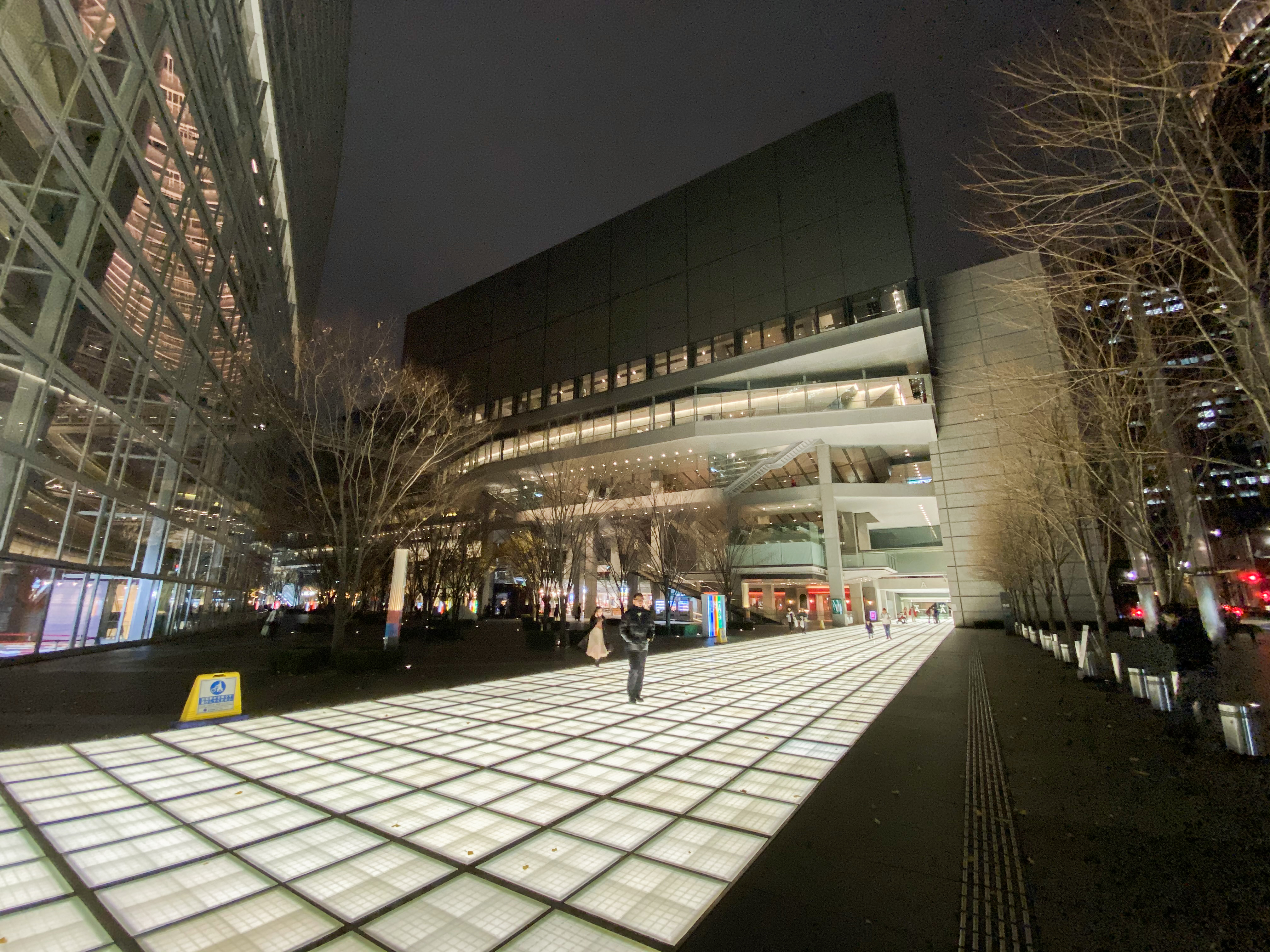
القاعة A وساحة منتدى طوكيو الدولي الجانبية

 هو مركز معارض متعدد الأغراض في 
طوكيو
، 
اليابان
. يعتبر المجمع بشكل عام في المنطقة التجارية Yurakucho بسبب قربه من محطة Yurakucho . ومع ذلك، فمن الناحية الإدارية فهو في حي المارونوشي.
```

تم بناء منتدى طوكيو الدولي على موقع قاعة المدينة القديمة، قبل نقله إلى مبنى حكومة العاصمة طوكيو في نيشي شينجوكو.

## خلفية
إحدى قاعاتها تتسع لـ 5000 شخص. بالإضافة إلى سبع قاعات أخرى، فهي تحتوي على مساحة للمعارض ولوبي ومطاعم ومتاجر ومرافق أخرى.
صممه المهندس المعماري Rafael Viñoly وتم الانتهاء منه في عام 1996، ويتميز بمنحنيات الانحناء من الجمالون والزجاج الصلب. الخارج على شكل قارب ممدود.
يقع بين محطة طوكيو ومحطة Yūrakuchō ، ويقع عنوانه في مارونوتشي، تشيودا، في الموقع الذي كان يحتله سابقًا مجلس مدينة طوكيو (قبل أن ينتقل إلى مبنى حكومة العاصمة طوكيو في عام 1991).
في الطابق الأول تمثال برونزي لـ ōta Dōkan ، يقابل اتجاهه قلعة إيدو (الآن القصر الإمبراطوري).

## أحداث مختارة
- 7 ديسمبر 1999: قرعة المسابقة التمهيدية لكأس العالم 2002 في كوريا واليابان
- 2005–: La Folle Journée au Japon [6]
- 2008: جولة BoA الحية 2008 - الوجه - [7]
- 2011: المؤتمر العالمي للاتحاد الدولي للمهندسين المعماريين [8]
- 2012: الاجتماعات السنوية للبنك الدولي وصندوق النقد الدولي [9]
- 2014: مؤتمر نقابة المحامين الدولية [10]
- 2015: أريانا غراندي، جولة شهر العسل [11]
- 2016: سيلينا غوميز، جولة إحياء [12]
- 2016: Michael Schenker ، كجزء من عرض بعنوان "Michael Schenker Fest"، والذي شهد إعادة عازف الجيتار على المسرح مع جميع المطربين الثلاثة الذين عمل معهم خلال الثمانينيات (Gary Barden وGraham Bonnet وRobin McAuley)، بالإضافة إلى العديد موسيقيين من نفس العصر. تم إصدار قرص مضغوط / دي في دي للحفل بعد عام، مايكل شينكر فيست «لايف» طوكيو .
- 2017: Park Bo-gum ، "Oh Happy Day": 2016-2017 Asia Meeting Meeting Tour [13]
- 2017: شون منديز، تضيء الجولة العالمية
- 2020: صالة لرفع الأثقال لأولمبياد 2020 الصيفية [14]
- 2020: صالة رفع الأثقال للمعاقين الصيفي 2020
- 2021: Kōhaku Uta Gassen

## روابط خارجية
- منتدى طوكيو الدولي
- خريطة منتدى طوكيو الدولي
- منتدى طوكيو الدولي في greatbuildings.com